# Aphis lichtensteini
Aphis lichtensteini är en insektsart. Aphis lichtensteini ingår i släktet Aphis och familjen långrörsbladlöss. Inga underarter finns listade i Catalogue of Life.